# Heinkel HE 57
Хейнкель HE 57 (нем. Heinkel HD 57) — немецкая многоцелевая летающая лодка.

## Эксплуатация
В 1929 году Эрнст Хейнкель разработал летающую лодку, получившую наименование Heinkel HE 57 Heron.  HE 57 стал последней летающей лодкой фирмы Heinkel и первым цельнометаллическим самолётом. Первый вариант самолёта не смог оторваться от воды. Лишь в декабре 1930 года был изготовлен второй вариант, сумевшей взлететь. В мае 1931 года самолет прошел регистрацию и получил номер D-2067.  HE 57 не вызвал интереса у покупателей. Единственный экземпляр был продан за 12600 марок для Deutsche Verkehrsfliegerschule. После аварийной посадки 30 июля 1937 года, его сдали на лом.

## Лётно-технические характеристики
| Размах крыла, м             | 16,00                     |
| Длина, м                    | 11,85                     |
| Высота, м                   | 4,50                      |
| Площадь крыла, м2           | 39,20                     |
| Масса, кг                   |                           |
| пустого самолета            | 1820                      |
| максимальная взлетная       | 2600                      |
| Тип двигателя               | 1 ПД Pratt & Whitney Wasp |
| Мощность, л.с.              | 1 х 425                   |
| Максимальная скорость, км/ч | 185                       |
| Крейсерская скорость, км/ч  | 160                       |
| Практическая дальность, км  |                           |
| Практический потолок, м     | 3800                      |
| Экипаж, чел                 | 2                         |
| Полезная нагрузка:          | до 4 пассажиров           |